# Thesprotia filum
Thesprotia filum es una especie de mantis de la familia Thespidae.

## Distribución geográfica
Se encuentra en la Guayana Francesa, Surinam y Trinidad.